# Future Strategic Tanker Aircraft

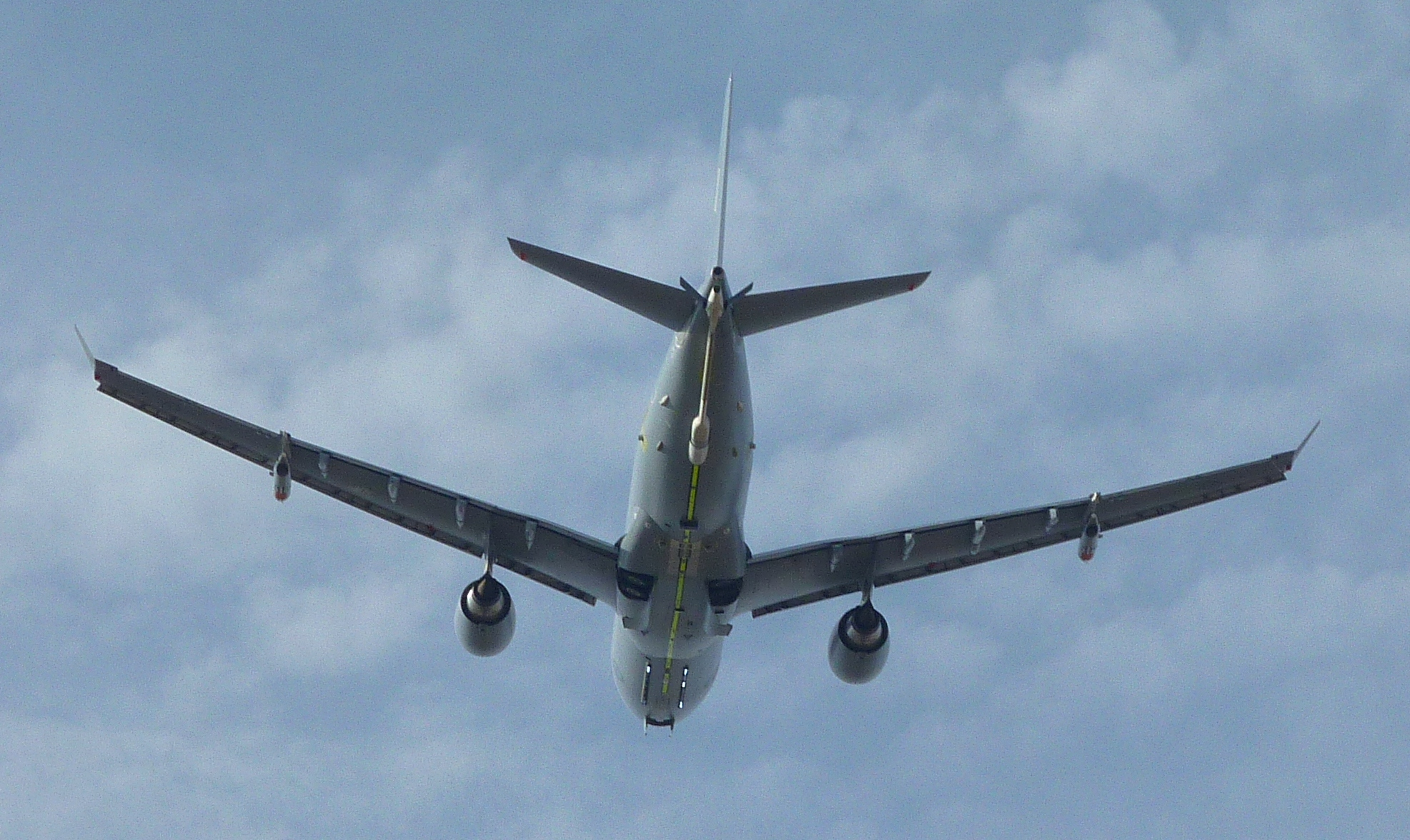
A-330-200 MRTT; hier ein Flugzeug der Royal Australian Air Force

Future Strategic Tanker Aircraft (FSTA) war die Projekt-Bezeichnung für das neue Tankflugzeug Voyager der britischen Royal Air Force (RAF). Als Ersatz für die bisherigen Vickers VC10- und Lockheed TriStar-Tankflugzeuge werden 14 Flugzeuge des Typs Airbus A330-200 MRTT (Multi Role Tanker Transport) beschafft.

## Geschichte
Auf Initiative der britischen Regierung gründeten sich zwei Konsortien, die jeweils ihr Angebot für die Teilnahme an der Ausschreibung am Programm einer zukünftigen strategischen Tankerflotte für die britische Luftwaffe vorlegten. Dabei handelte es sich um einen umfassenden Luftbetankungs- und Lufttransportservice.
Unter dem Namen „Air Tanker“ ging ein Joint Venture von Thales (früher Thomson Racal Defence), dem britischen Unternehmen Rolls-Royce, Cobham Halliburton, Brown & Roots und EADS an den Start. „Tanker Transport Service Consortium (TTSC)“ nannte sich das Konsortium von British Airways, Boeing, BAE Systems, Marshall Aerospace, Serco und Spectrum Capital. Das Angebot von „Air Tanker“ basierte auf der Airbus A330-200 MRTT, jenes des TTSC auf ausgemusterten Boeings der 767-er-Reihe aus Beständen der British Airways. Bereits in ersten Tests erwies sich das Airbus-Tankflugzeug dem Konkurrenzmodell von Boeing als überlegen. In der Boeing-Maschine ist der Transport von LD3- oder LD6-Container oder Militärpaletten nur eingeschränkt möglich, da dort im Rumpf mehrere Treibstofftanks untergebracht sind. Der Airbus hingegen benötigt für den Treibstoff ausschließlich Tanks in den Flügeln, wodurch der Rumpf zum Transport von Passagieren, sowie der gesamte Frachtraum für den Transport von Gerät verfügbar ist. 
Im Januar 2004 entschied sich das britische Verteidigungsministerium für das „Air Tanker“-Konzept. Hauptgrund der Entscheidung für die A330-200 MRTT ist die hohe Kapazität des Flugzeugs. Selbst ohne Zusatztanks kann das auf dem Airbus A330-200 basierende Flugzeug 111 Tonnen Treibstoff fassen. 65 Tonnen davon können während eines zweistündigen Flugs – das entspricht etwa einer Strecke von 2000 Kilometern – in der Luftbetankungsrolle abgegeben werden.
Das Konsortium wurde damit Industriepartner für das 13-Milliarden-Pfund-Programm des britischen Verteidigungsministeriums für die zukünftige strategische Luftbetankung. Dieses ist auf eine Laufzeit von 27 Jahren ausgelegt und die bisher größte privatwirtschaftlich finanzierte Initiative im Verteidigungsgeschäft. Die Fertigung des ersten FSTA begann Anfang 2009, der Erstflug erfolgte am 4. Juni desselben Jahres. Das erste fertiggestellte Modell wurde im Dezember 2011 übernommen; nach ausführlichen Tests wurden die ersten Trainingsflüge im April 2012 aufgenommen. Ende 2012 waren drei Flugzeuge und bis Ende 2014 die neun Flugzeuge der Kernflotte der RAF geliefert. Während diese neun Exemplare die übliche militärische Zulassung haben, fliegen die restlichen, die Reserve bildenden Flugzeug mit ziviler Zulassung. Diese können falls verfügbar von anderen Nutzern bei „Air Tanker“ angemietet werden.

## Versionen
Voyager KC.2
Ausgerüstet sind die Flügel der A330-200 MRTT mit zwei Triebwerken des Typs Rolls-Royce Trent 700 sowie zwei Cobham 905E Wing Pods an den Tragflächen, die ein gleichzeitiges Betanken von zwei Kampfflugzeugen ermöglichen. Da die A330-200 MRTT mit den gleichen Tragwerken ausgerüstet ist wie der vierstrahlige Airbus A340, werden die Wing Pods anstelle der zusätzlichen äußeren Triebwerke angebaut; sieben Exemplare.
Voyager KC.3
Diese Maschinen besitzen eine zusätzliche Rumpfbetankungseinheit Cobham 805E zur Betankung von größeren Flugzeugen wie der C-130 Hercules oder A400M Atlas; sieben Exemplare.

## Technische Daten
- Besatzung: 3
- Länge: 59,69 m
- Flügelspannweite: 60,3 m
- Höhe: 17,89 m
- Flügelfläche: 361,6 m²
- Leergewicht: 120.500 kg
- Max. Startgewicht: 230.000 kg
- Antrieb: 2 × Rolls Royce Trent 700
- Höchstgeschwindigkeit: 880 km/h
- Einsatzgeschwindigkeit: 860 km/h
- Reichweite: 12.500 km
- Dienstgipfelhöhe: 12.500 m